# Руденко Федір Андрійович
Федір Андрійович Руденко (народився 15 лютого 1912 в Носівці — помер 13 грудня 1986) — український науковець, доктор геолого-мінералогічних наук, професор.

## Життєпис
У 1940 році закінчив Дніпропетровський гірничий інститут. Під час Німецько-радянської війни воював на фронті.
У Київському університеті з 1950 по 1984:
- доцент (1950—1951),
- декан геологічного факультету (1951—1968),
- завідувач кафедри гідрогеології та інженерної геології (1952—1976),
- професор (з 1977),
- завідувач кафедри гідрогеології та інженерної геології (1953—1976).

Започаткував викладання нових навчальних дисциплін: «Динаміка підземних вод», «Механіка ґрунтів», «Гідрогеохімія» та інших.
Під його керівництвом вперше в Україні було підготовлене монографічне видання, відоме як 5-ий том багатотомного видання «Гідрогеологія СРСР».
Доктор геолого-мінералогічних наук, докторська дисертація «Гідрогеологія Українського кристалічного масиву» (1955). Професор, гідрогеолог. Член ВАК СРСР, Був вченим широко профілю. Дослідив гідрогеологію України для вирішення народногосподарчих завдань, що пов'язані з використанням підземних вод. Приділяв увагу гідрогеологічному районуванню України, використанню і охороні підземних вод, займався термальними водами.
Створив науково-дослідні лабораторії та науково- дослідні групи. Підготував 11 кандидатів наук.
Помер 13 грудня 1986 р, похований на Лісовому кладовищі Києва.

## Публікації
Підготував близько 200 наукових праць, в тому числі 12 монографій і 3 підручників, зокрема:
- Гідрогеологія: Підручник Київ, 1959;
- Гідрогеологія Українського кристалічного масиву: Монографія. Київ, 1960;
- Гідрогеологія СРСР: Монографія. 1972. Том 5.

## Відзнаки
Нагороджений:
- орденом Олександра Невського,
- орденами Вітчизняної війни I, ІІ ступенів,
- орденом Леніна
- 5-ма медалями.